# Notschlachtung
Eine Notschlachtung erfolgt, wenn ein Nutztier wegen einer Verletzung möglichst umgehend geschlachtet werden muss, um sein Fleisch noch als Lebensmittel verwerten zu können.
Notschlachtungen werden in der  Regel nur aus Gründen wie unstillbarer Blutung oder einem Knochenbruch ausgeführt, die zur Vermeidung von Qualen oder einer Gefährdung der Genusstauglichkeit (etwa durch Einblutungen oder Eiterbildung) eine sofortige Tötung des Tieres erforderlich machen. Grundsätzlich können sie von jedem Sachkundigen überall ausgeführt werden.
Früher wurde Fleisch aus Notschlachtungen vergünstigt in einer Freibank verkauft.

## Vorschriften
Notschlachtungen unterliegen der amtlichen Schlachttier- und Fleischuntersuchung mit der Ausnahme, dass bei ihnen eine Lebendbeschau nicht zwingend erforderlich ist. Wird ein als Haustier gehaltenes Huftier außerhalb eines Schlachthofes notgeschlachtet, darf es in der Europäischen Union allerdings nur nach einer Lebendbeschau durch den amtlichen Tierarzt für den menschlichen Verzehr verwendet und dazu in einen Schlachthof verbracht werden.
Voraussetzungen sind, dass das Tier verunfallt, transportunfähig und nicht mehr behandelbar, ansonsten aber gesund war, der Tierkörper entblutet wurde, komplett mitsamt allen eventuell bereits entnommenen Eingeweiden unter hygienisch einwandfreien Bedingungen unverzüglich und nach spätestens zwei Stunden gekühlt zum Schlachtbetrieb befördert wurde und der Lebensmittelunternehmer, der das Tier aufzog, die Identität (Ohrmarkennummer) und die für die weitere Bewertungen relevanten Behandlungen insbesondere mit Antibiotika bescheinigt. Ansonsten ist das Tier nur noch als Hausschlachtung selbst verwertbar.

## Abgrenzung
Von der Notschlachtung zu unterscheiden sind:
- Nottötung. Diese ist keine Notschlachtung, da das Fleisch nicht als Lebensmittel verwertet werden soll oder darf, erfolgt ansonsten aber aus gleichen Motiven. Tiere, die auf diesem Wege getötet werden, müssen in einer Tierkörperbeseitigungsanstalt weiterverarbeitet werden. Insbesondere bei Haustieren, die grundsätzlich nicht zur Nahrungsmittelgewinnung genutzt werden, spricht man dabei vom Einschläfern oder Tiereuthanasie.
- Krankschlachtung. Erkrankte Tiere dürfen nur in speziellen Isolierschlachtbetrieben geschlachtet werden. Sowohl wegen der möglichen Übertragung von Krankheiten als auch wegen möglicher Arzneimittelrückstände unterliegt das Fleisch dabei sowohl hinsichtlich der vorgeschriebenen Kontrollen als auch des Verkaufs strengen Vorschriften. Aufgrund der damit verbundenen Kosten wird sie kaum noch ausgeführt, sondern man greift zum Mittel der Nottötung. Die Möglichkeit zur Krankschlachtung bestand in Deutschland bis 30. Juni 2005 und wurde aufgrund einer Gesetzesänderung abgeschafft, dementsprechend existiert der Begriff und der damit beschriebene Sachverhalt in Deutschland nicht mehr.[3][4]
- Keulung